# Hugo Dietsche
Hugo Dietsche (ur. 31 marca 1963) – szwajcarski zapaśnik walczący w stylu klasycznym.
Na Igrzyskach Olimpijskich w Los Angeles w 1984 zdobył brązowy medal w wadze piórkowej. Do jego osiągnięć należą również dwa medale mistrzostw Europy: srebrny (Kopenhaga 1992) i brązowy (Pireus 1986). 